# Ян Табачек
Ян Табачек (словац. Ján Tabaček; 7 квітня 1980, м. Мартін, ЧССР) — словацький хокеїст, захисник. Виступає за «Слован» (Братислава) у Континентальній хокейній лізі.
Вихованець хокейної школи МХК «Мартін». Виступав за МХК «Мартін», «Слован» (Братислава), «Цинциннаті Майті-Дакс» (АХЛ), «Дейтон Бомберс» (ECHL), «Спарта» (Прага), ХК «Кошице».
В чемпіонатах Словаччини — 392 матчі (48+108), у плей-оф — 92 матчі (7+23). У чемпіонатах Чехії — 103 матчі (3+12), у плей-оф — 34 матчі (0+2).
У складі національної збірної Словаччини провів 11 матчів. 
Досягнення
- Чемпіон Словаччини (2002, 2005, 2009, 2010, 2011)
- Чемпіон Чехії (2006, 2007)
- Володар Континентального кубка (2004)
- Фіналіст Кубка європейських чемпіонів (2008).